# Divočina Indian Heaven
Divočina Indian Heaven je chráněné území v národním lese Gifforda Pinchota na jihozápadě amerického státu Washington. Jedná se o území, které bylo a stále je kulturně velice důležité pro místní indiány, kteří jej nazývali „Sahalee Tyee“. V posledních 9 tisících letech jej využívaly kmeny Jakimů, Klikitatů, Uasků, Uišramů a Jumatilů ke sběru plodů, rybaření a lovu zvěře.
Divočina se rozkládá na 85 km² rozlehlé zalesněné náhorní plošině s lučinami a zhruba 150 malými jezery, rybníčky a močály. Nachází se zde také vulkanické pole Indian Heaven. Kdysi z početných sopečných, štítových i sypaných, kuželů s průměrnou nadmořskou výškou 1 400 metrů, které se nacházely nad plošinou, vytékala láva. Nejvyšším bodem divočiny je Lemei Rock se zhruba 1 800 metry nad mořem, v jejímž kráteru se nyní nachází jezero Wapiki. Mezi další důležité vrcholy patří Bird Mountain, Sawtooth Mountain, Gifford Peak, East Crater a Red Mountain. Výsledkem vulkanické činnosti se před 8 200 lety stalo lávové pole Big Lava Bed.
Území divočiny obývají jeleni a wapitiové, a to až do doby, kdy je sníh přinutí odejít do nižších nadmořských výšek. Společně s nimi opouští divočinu i medvědi baribalové, které dole lákají na podzim zrající hojné kolonie brusnice drobnolisté. Dále se v divočině nachází početné druhy ptactva a menší savci jako čipmankové.
Zdejší jehličnaté lesy tvoří především jedle plstnatoplodé a douglasky. Mezi polovinou srpna a začátkem září je území také pokryté hojnými brusnicemi drobnolistými, které obývají staré lesní lučiny, jenž byly v minulosti vypáleny indiány, právě aby byl zvýšena úroda brusnic.
Divočinou prochází transkontinentální turistická stezka Pacific Crest Trail, která nabízí výhledy na mnohá jezera a okolní sopky, jakými jsou například Mount Hood, Mount St. Helens nebo Mount Rainier. V létě se v okolí zdejších jezer vyskytují velké populace komárů, díky čemuž je divočina mezi turisty neslavně proslulá. Mezi další známé stezky v oblasti patří Indian Heaven Trail nebo Cultus Creek Trail, která stoupá k vrcholu Bird Mountain, dále také Lemei Trail stoupající po východním svahu hory Lemei Rock a dále kolem jezera Wapiki. Na konci podzimu zdejší brusnicové keře poskytují chutné plody, v některých letech až oranžové barvy.